# Groot oranje mosschijfje
Het groot oranje mosschijfje (Octospora humosa) is een kleine oranje paddenstoel uit de familie Pyronomataceae. Deze biotrofe parasiet komt voor op Haarmos (Polytrichum), en dan vooral ruig haarmos, op humusarm zand. Zelden kan hij ook voorkomen bij Oligotrichum hercynicum, Pogonatum aloides, Pogonatum nanum of Polytrichastrum formosum.

## Kenmerken
De apothecia zijn bekervormig, korst gesteeld en hebben een diameter van 2 tot 10 (-15) mm. De schijf is witachtig behaard en helder oranje van kleur.  Excipulum bestaat uit dunwandige ineengestrengelde hyfen tot 9 µm in diameter.
De asci meten 260-290 × 14-17. De ascosporen zijn dunwandig, ellipsoïde, hyaliene, enkelvoudig gerangschikt, met afgeronde toppen, met 1-2 grote guttules, glad maar soms voorzien van ornamentatie en meten (18-)20-23(-26) × 11-13(-14) µm.  De parafysen zijn 3-4 µm breed, hebben afgeronde toppen en oranje carotenoïde pigmenten.

## Verspreiding
In Nederland komt het matig algemeen voor. Het staat niet op de rode lijst en is niet bedreigd.

## Foto's

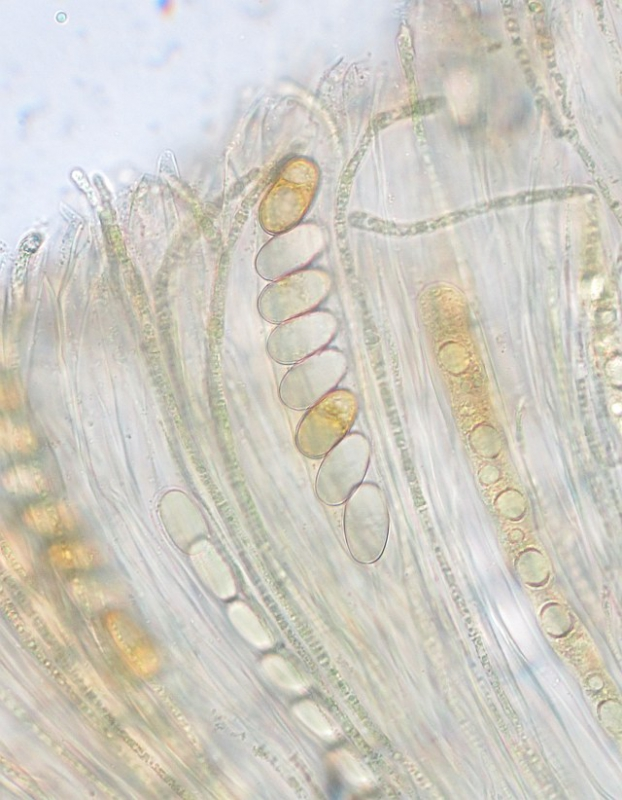
Sporen